# Paris rugby XIII
Ne doit pas être confondu avec Châtillon XIII.
Paris XIII, anciennement Paris rugby 13 et Rugby-Club de Paris 13, était un club français de rugby à XIII créée le 13 octobre 1934 à Paris au moment de la naissance de ce code de rugby en France. Il intègre la première édition du Championnat de France de rugby à XIII en 1934-1935.
Le club renaît le 21 octobre 1960 sous le nom de « Paris XIII amateur » devenu « Racing-Club de Paris » le 14 novembre 1964 puis « Paris XIII » le 20 mars 1965.

## Histoire

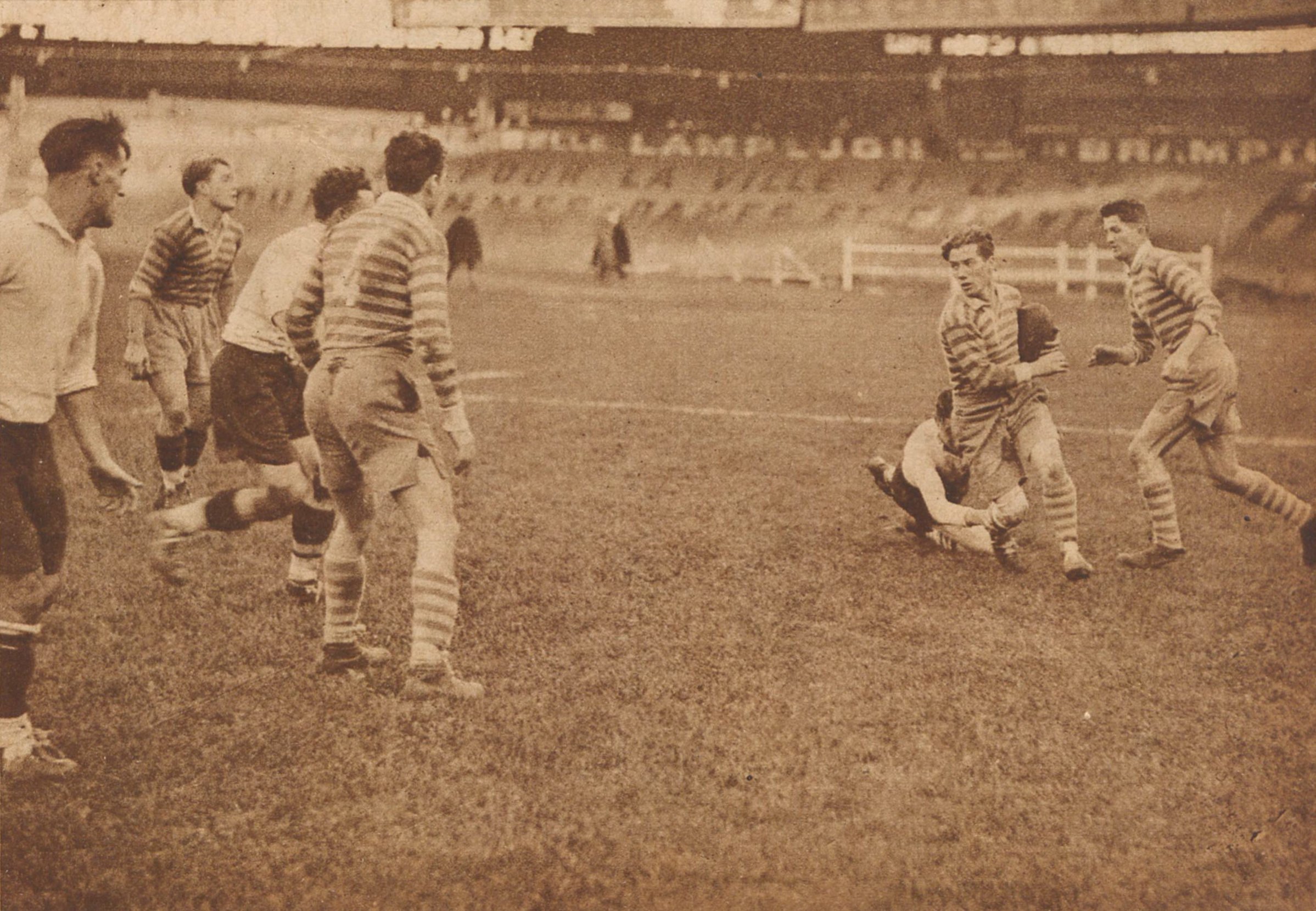
Opposition entre Paris et Dax en 1936.

Le club est créé le 13 octobre 1934 à l'adresse 76, rue Cambronne 75015 Paris. Le club est incorporé en première division du Championnat de France dès sa création. Louis Brané fait partie des premières recrues arrivant du club de rugby à XV le Stade français. D'autres joueurs internationaux de France ont également eu à évoluer à Paris tels que Georges Caussarieu, Roger Claudel et Pierre Germineau.

## Joueurs emblématiques
- Louis Brané
- Georges Caussarieu
- Roger Claudel
- Pierre Germineau
- Robert Joanblanq
- Albert Kaemph
- Marcel Volot

## Historique
| Année                                      | Année                                      | Saison régulière                           | Saison régulière                           | Saison régulière                           | Saison régulière                           | Saison régulière                           | Saison régulière                           | Saison régulière                           | Saison régulière                           | Phase finale                               | Phase finale                               | Phase finale                               | Phase finale                               | Phase finale                               | Phase finale                               | Phase finale                               | Coupe              |
| Année                                      | Année                                      | Class.                                     | Points                                     | MJ                                         | V.                                         | N.                                         | D.                                         | Pp.                                        | Pc.                                        | Perf.                                      | MJ                                         | V.                                         | N.                                         | D.                                         | Pp.                                        | Pc.                                        | Performance        |
| Championnat de France de première division | Championnat de France de première division | Championnat de France de première division | Championnat de France de première division | Championnat de France de première division | Championnat de France de première division | Championnat de France de première division | Championnat de France de première division | Championnat de France de première division | Championnat de France de première division | Championnat de France de première division | Championnat de France de première division | Championnat de France de première division | Championnat de France de première division | Championnat de France de première division | Championnat de France de première division | Championnat de France de première division | Coupe de France    |
| 1935                                       | 1935                                       | 7e                                         |                                            |                                            |                                            |                                            |                                            |                                            |                                            | pas de phase finale                        | pas de phase finale                        | pas de phase finale                        | pas de phase finale                        | pas de phase finale                        | pas de phase finale                        | pas de phase finale                        | Demi-finale        |
| 1936                                       | 1936                                       | 8e                                         |                                            |                                            |                                            |                                            |                                            |                                            |                                            | Quart-de-finale                            | 1                                          | 0                                          | 0                                          | 1                                          | 13                                         | 19                                         | Quart-de-finale    |
| 1937                                       | 1937                                       | 9e                                         |                                            |                                            |                                            |                                            |                                            |                                            |                                            | Non-qualifié                               | 0                                          | 0                                          | 0                                          | 0                                          | 0                                          | 0                                          | 1er tour           |
| 1938                                       | 1938                                       | 9e                                         |                                            |                                            |                                            |                                            |                                            |                                            |                                            | Non-qualifié                               | 0                                          | 0                                          | 0                                          | 0                                          | 0                                          | 0                                          | Huitième de finale |
| 1939-1946                                  | 1939-1946                                  | Retrait du club                            | Retrait du club                            | Retrait du club                            | Retrait du club                            | Retrait du club                            | Retrait du club                            | Retrait du club                            | Retrait du club                            | Retrait du club                            | Retrait du club                            | Retrait du club                            | Retrait du club                            | Retrait du club                            | Retrait du club                            | Retrait du club                            | Retrait du club    |
| 1947                                       | 1947                                       |                                            |                                            |                                            |                                            |                                            |                                            |                                            |                                            |                                            |                                            |                                            |                                            |                                            |                                            |                                            | Huitième de finale |
| 1948                                       | 1948                                       | 13e                                        |                                            |                                            |                                            |                                            |                                            |                                            |                                            |                                            |                                            |                                            |                                            |                                            |                                            |                                            | Demi-finale        |